# Dirk Verbeuren
Dirk Verbeuren (Wilrijk, 1975. január 8. –) belga származású dobos, aki a svéd Soilwork és az amerikai Megadeth metalegyüttesek tagjaként vált világszerte ismertté. Korábban a szintén nemzetközileg ismert francia Scarve és belga Aborted zenekarokban játszott. Több lemezfelvételen működött közre, például a Nevermore együttes tagjainak, Warrel Dane énekes és Jeff Loomis gitáros szólóalbumain.

## Diszkográfia
Scarve
- Six Tears of Sorrow (1996)
- Translucence (2000)
- Luminiferous (2002)
- Irradiant (2004)
- The Undercurrent (2007)

Headline
- Voices of Presence (1999)
- Duality (2002)

Aborted
- Goremageddon: The Saw and the Carnage Done (2003)
- The Haematobic (EP, 2004)
- Coronary Reconstruction (2010)

Soilwork
- Stabbing the Drama (2005)
- Sworn to a Great Divide (2007)
- The Panic Broadcast (2010)
- The Living Infinite (2013)
- The Ride Majestic (2015)

Warrel Dane
- Praises to the War Machine (2008)

Devin Townsend Project
- Deconstruction (2011)

Bent Sea
- Noistalgia (2011)

Jeff Loomis
- Plains of Oblivion (2012)

The Project Hate MCMXCIX
- The Cadaverous Retaliation Agenda (2013)
- There Is No Earth I Will Leave Unscorched (2014)
- Of Chaos and Carnal Pleasures (2017)
- Death Ritual Covenant (2019)
- Purgatory (2020)
- Spewing Venom into the Eyes of Deities (2022)

Megadeth
- Dystopia (2016)
- The Sick, the Dying... and the Dead! (2022)